# Zygmunt Fabisiak
Zygmunt Fabisiak (ur. 2 stycznia 1912, zm. 1 listopada 1981 w St. Petersburg, Floryda) – polski dziennikarz, urzędnik konsularny.
Syn Jana i Karoliny z Suskich. Był red. nacz. „Głosu Narodu” i jednocześnie dyr. Drukarni Państwowej nr 1 w Częstochowie (1945). W tym samym czasie pełnił funkcję reprezentującego PPR wiceprzew. MRN w Częstochowie. Przeszedł do służby zagranicznej, zajmując funkcję zastępcy konsula w Chicago (1946), organizując konsulaty PRL w Buffalo i Detroit. Powierzono mu funkcję konsula Pittsburghu (1948–1949), konsula generalnego w Chicago (1949–1952). Poprosił o azyl polityczny w USA.